# Wojciech Fortuna
Pour les articles homonymes, voir Fortuna.

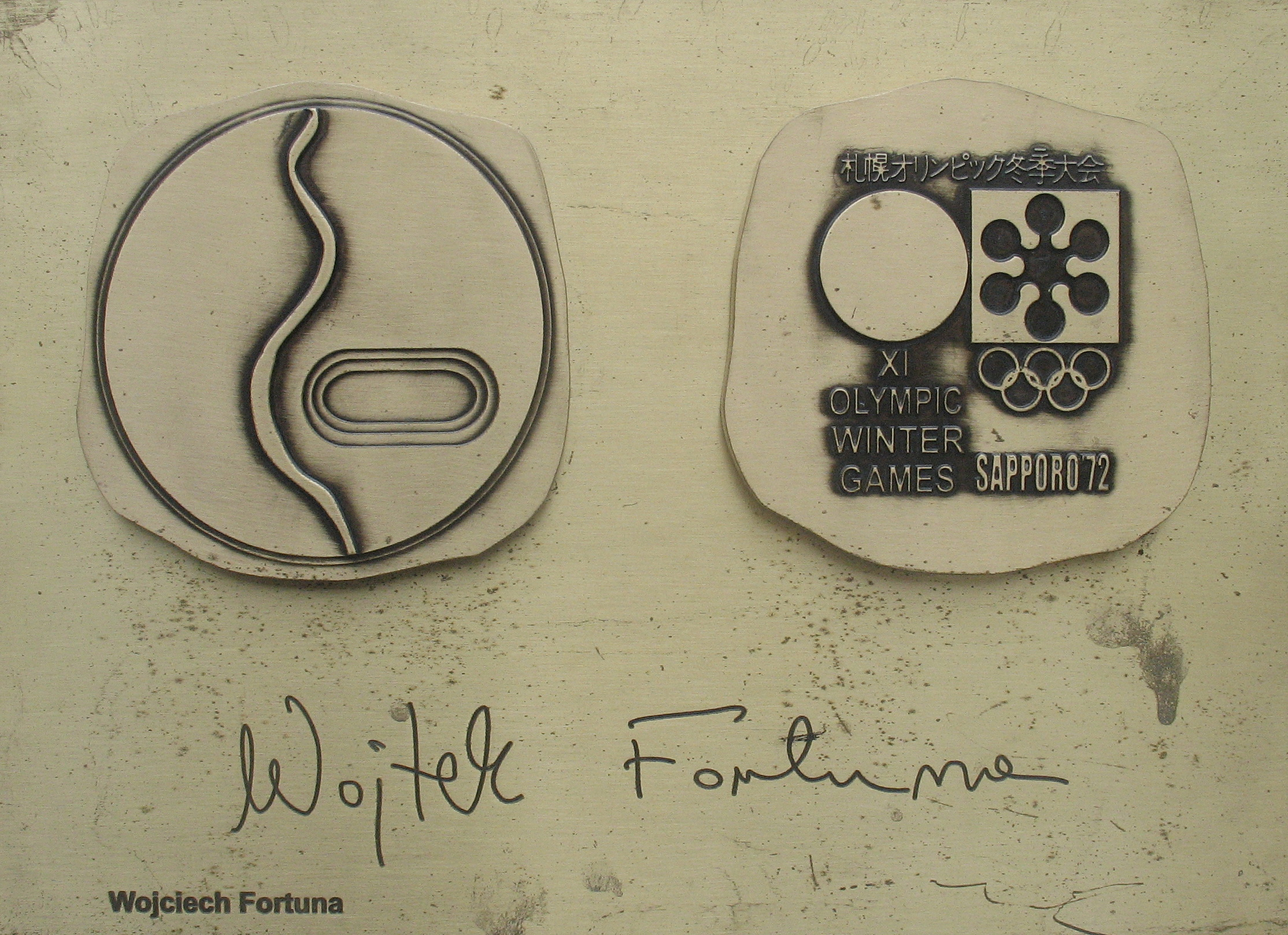
Copie de la médaille W. Fortuna et autographe.

Wojciech Fortuna, né le 6 mars 1952 à Zakopane, dans la voïvodie de Petite-Pologne, est un sauteur à ski polonais, champion olympique en 1972.

## Biographie
Il commence le saut à ski jeune à Antałówka et devient membre du club Wisła-Gwardia Zakopane.
Fortuna est le champion olympique de saut à skis le plus surprenant de l'histoire, car le jour de la finale de l'épreuve de saut sur grand tremplin des Jeux olympiques d'hiver de Sapporo, personne ne voit  sur le podium ce modeste sauteur dont la meilleure place était jusqu'ici une place de 18e lors de l'étape de Bischofshofen de la Tournée des quatre tremplins 1971/1972. Servi par le fort vent qui souffle ce jour-là, sautant à 111 mètres, au-delà de la zone de sécurité, ce qui fait débattre les juges par rapport au fait s'il faut recommencer le concours, Fortuna gagne l'or olympique lors du seul succès de la carrière, même s'il ne saute qu'à 87,5 mètres en deuxième manche. Avec cette victoire obtenue sur la marge minimale de 0,1 point d'avance sur le deuxième Walter Steiner, Fortuna devient le premier Polonais médaillé d'or aux Jeux olympiques d'hiver et le seul jusqu'à Justyna Kowalczyk en 2010. Il porte le drapeau polonais à la cérémonie de clôture.
Pour rendre justice à ses qualités de sauteur, il convient néanmoins de rappeler qu'il se classe 6e de l'épreuve sur petit tremplin de ces mêmes Jeux olympiques. Sans doute avait-il su appréhender cette rampe qui figure parmi les plus imprévisibles du circuit mondial et qui a souvent vu vaincre des outsiders. Il est depuis considéré comme un des plus grands sportifs de l'histoire par les journalistes polonais.
Après sa retraite sportive, Fortuna a travaillé comme commentateur sportif à la radio-télévision polonaise, notamment aux Jeux olympiques de 1994. En 2013, il publie son autobiographie Un saut en enfer.

## Palmarès

### Jeux olympiques
| Épreuve / Édition | Sapporo 1972 |
| Petit tremplin    | 6e           |
| Grand tremplin    | Or           |

### Championnats du monde
| Épreuve / Édition | Falun 1974 |
| Petit tremplin    | 29e        |
| Grand tremplin    | 37e        |

| Épreuve / Édition | Planica 1972 |
| Petit tremplin    | 20e          |

### Autres
Il est aussi champion de Pologne 1972.

## Distinction
En 2019, il est promu officier de l'Ordre Polonia Restituta.